# Meggenhorn

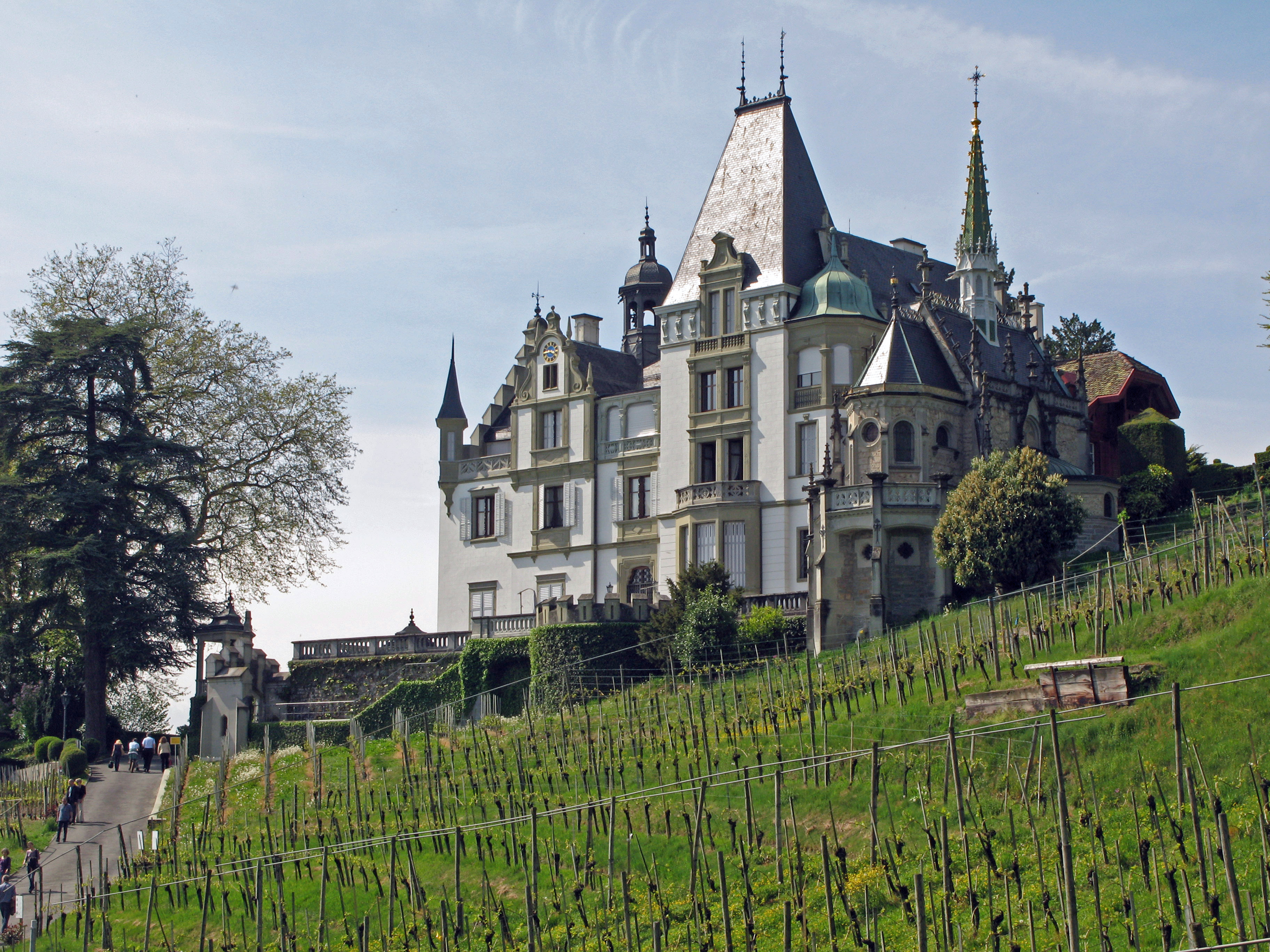
Schloss Meggenhorn

Das Meggenhorn ist eine Schlossresidenz am Vierwaldstättersee im Schweizer Kanton Luzern und eine Schiffsstation der Schifffahrtsgesellschaft des Vierwaldstättersees. Geographisch bezeichnet Meggenhorn die Landzunge, welche in den Vierwaldstättersee hineinragt und den Luzerner- vom Küssnachtersee trennt. Das Schloss im Eigentum der Gemeinde Meggen wird als Museum und für Veranstaltungen verwendet.

## Anlage
Das Schloss erhebt sich zwischen Luzern und Meggen auf einem zum See hin abfallenden Hügel und ist umgeben von Wiesen und Wäldern. Es setzt sich zusammen aus dem eigentlichen Schloss, der Schlosskapelle und den das Schloss umgebenden Schlossgärten (etwa mit der Hortensiensammlung der ProSpecieRara) sowie dem Rebberg. Das Schlossgelände ist öffentlich und gehört der Gemeinde Meggen. Das Schloss kann für Anlässe gemietet werden.
Die Schiffsstation mit Bootshäusern aus Fachwerk aus dem 19. Jahrhundert liegt in der Nähe der Christusstatue und des im Wasser liegenden Felsens Meggenhorn am Eingang der Luzerner Bucht.

## Weingut
Der Rebberg seitlich und unterhalb des Schlosses besteht seit 1979 und umfasst rund eine Hektare. Die südsüdwestliche Exposition, 470 Metern über Meer und ein Boden der durch Lehm, Sand und teilweise felsigen Untergrund besteht, charakterisieren die Lage und das Terroir. Der Rebberg ist vorwiegend mit Riesling-Silvaner bepflanzt. Der Rebberg wird seit 2022 auf nachhaltige biologische Bewirtschaftung umgestellt (Biodynamie).
Die Vinifikation der Schlossweine erfolgt in der Kelterei auf dem Schlossareal. Es entstehen Stillweine, Schaumweine und Spirituosen.
Weiter ist der Weg durch den Rebberg mit Information über den Weinbau ausgeschildert (Reb-Lehrpfad).

## Geschichte

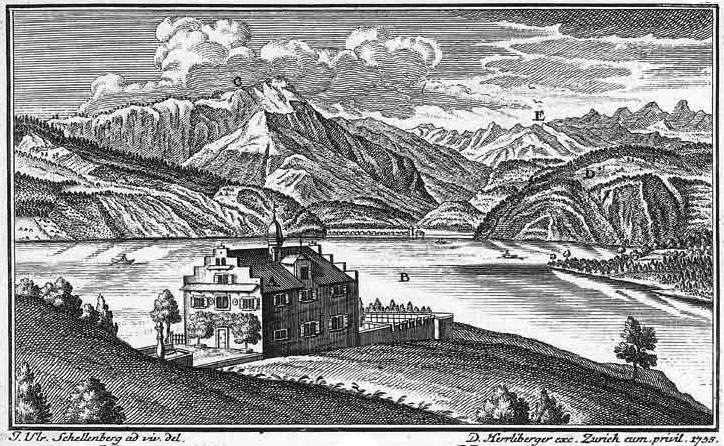
Das Gebäude um 1755

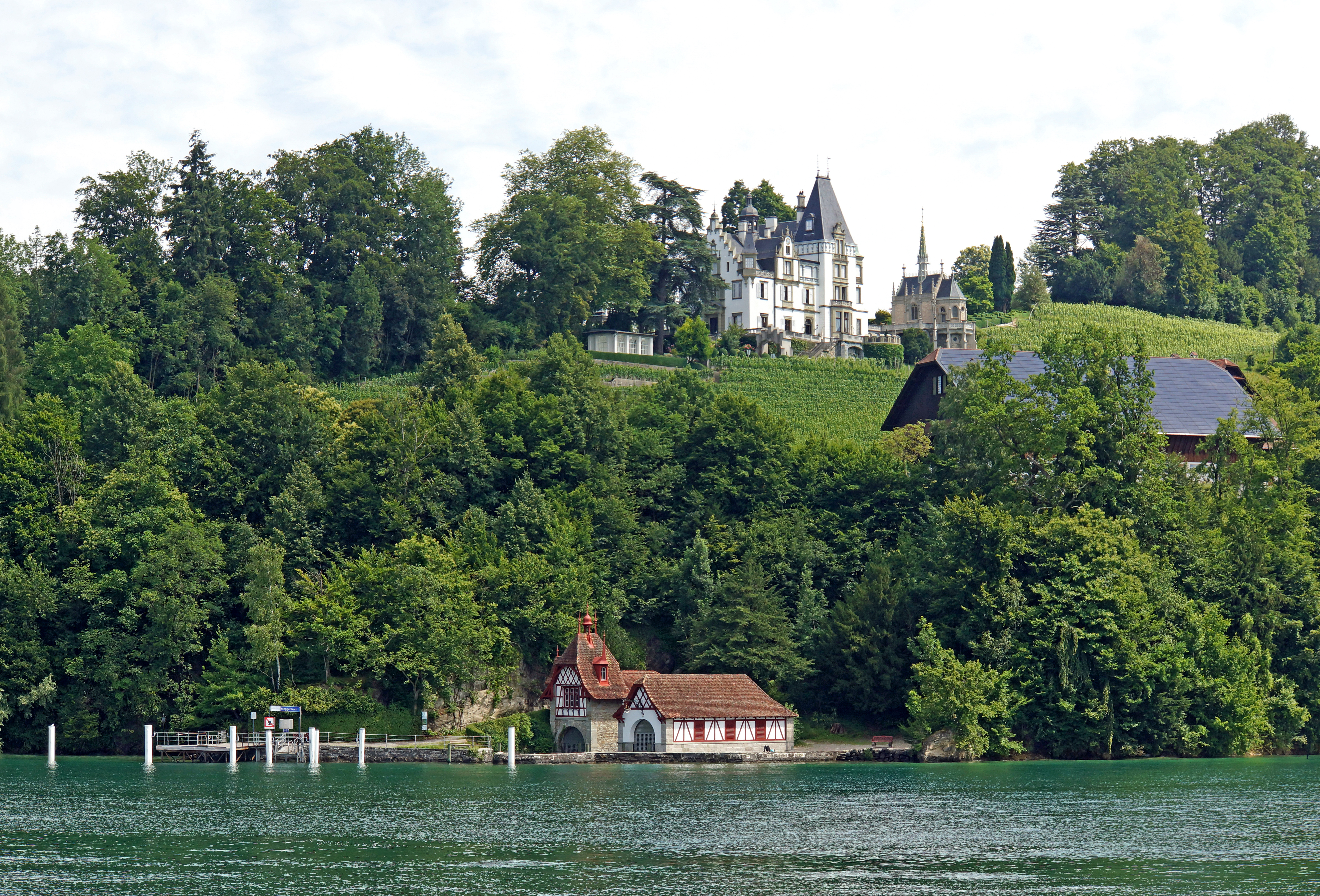
Blick vom See zum Schloss

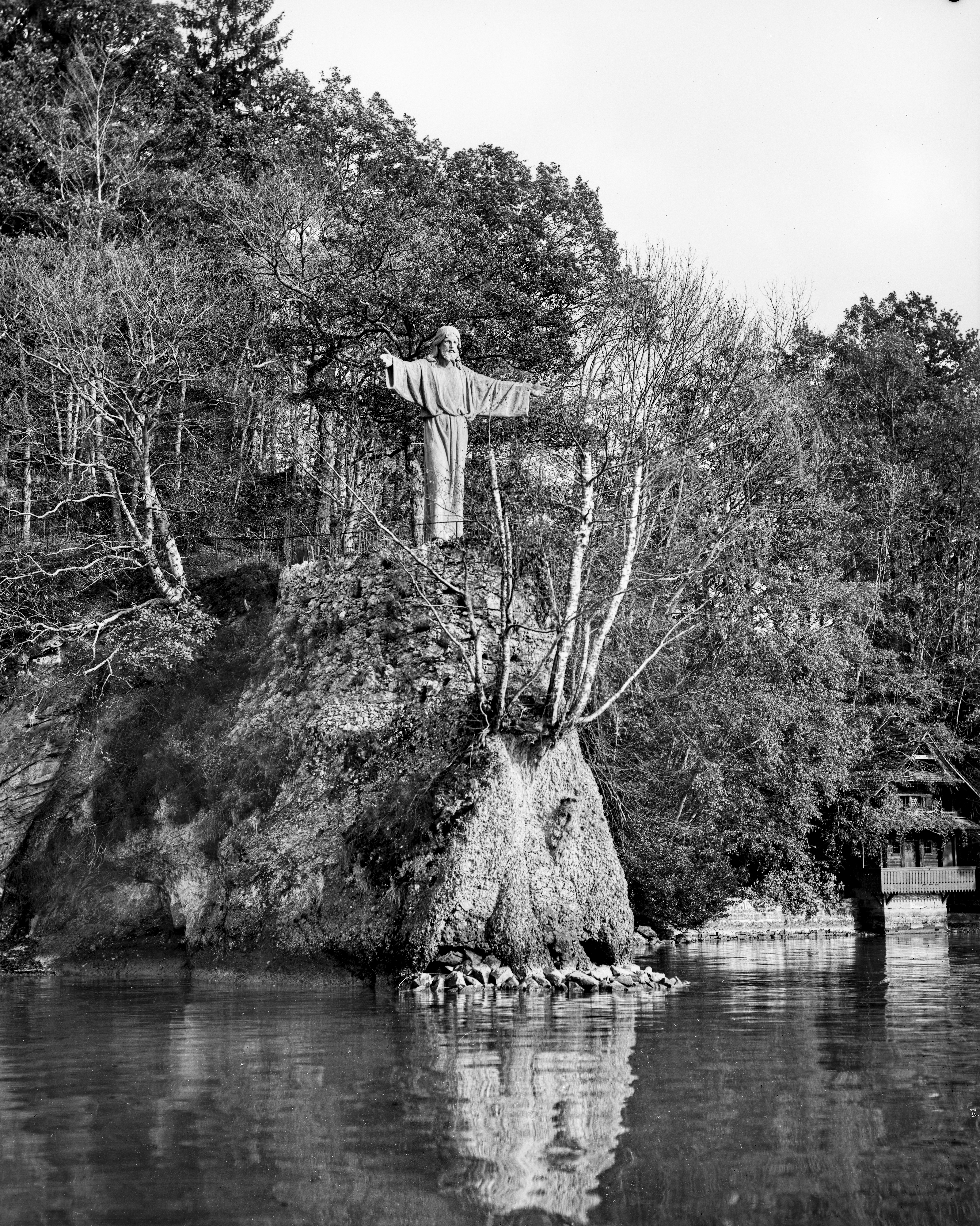
Christusstatue (1910)

Mekkenhorn wurde 1240 erstmals in einem Vertrag zwischen dem Kloster Engelberg und Graf Rudolf III. aufgeführt. Damals entstand auf der vorgelagerten Insel Altstad erstmals eine Burg. Teile der Anlage gehörten bis in das 16. Jahrhundert zum Chorherrenstift St. Leodegar.
1626 kaufte Ludwig Meyer (genannt «der reiche Meyer») das Gut Meggenhorn und baute es zu einem herrschaftlichen Landsitz aus. Nach seinem Tod wurde es 1663 an dessen Tochter Dorothea vererbt, als Mitgift zu ihrer Vermählung mit dem Luzerner Ratsherrn Jakob Christoph Cloos. 1674/1675 wurde ein Landhaus mit Glockentürmchen und einer grosszügigen Gartenanlage im Westen erstellt. Ab 1803 wurde es zu einem schlossähnlichen Herrschaftssitz umgebaut.
Da die Ehe kinderlos blieb, trat nach Dorotheas Tod 1690 ihr Bruder Placid (Gardehauptmann in Rom) in der Folge als Besitzer auf. Ebenfalls kinderlos verstorben, übernahm den Hof 1693 als Erbin dessen Nichte Anna Maria Catharina Meyer (spätere Benennung des Geschlechts: Meyer von Schauensee), die sich um 1680 mit Jakob Balthasar (1657–1733) vermählte. Wegen Schulden musste der Erbe, ihr Sohn Jakob Rudolf (ab 1723 Gerichtsschreiber, ab 1734 Grossrat), 1735 Meggenhorn verkaufen. Neuer Besitzer wurde Jakob Franz Castoreo (Notar und Sekretär des päpstlichen Nuntius). Dessen Enkel, Lorenz Castoreo (Grossrat und Vogt) vermählte sich als neuer Besitzer im Jahr 1763 in einer aufwändigen Trauungsfeier (vollzogen durch den päpstlichen Nuntius Erzbischof Niccolò Oddi) in der Hauskapelle des Meggenhof mit Josefa Meyer.
1767 kaufte Joseph Rudolf Valentin Meyer den Landsitz. Er musste ihn drei Jahre später verkaufen, da er aus Luzern verbannt wurde. Neuer Besitzer wurde Jost Ignaz Pfyffer (1709–1782; Kommandant der Schweizergarde), nach dessen Tod sein Sohn Karl Leodegar (1763–1834; ebenfalls Kommandant der Schweizergarde) das Erbe antrat.
1803 wurde der Herrschaftssitz an Maria Josefa Müller-Brand (1742–1828; sie war verheiratet mit Karl Franz Müller, 1738–1797) verkauft: Sie hatte zuvor das Gut Eselsmätteli in Altdorf besessen, das in den napoleonischen Kriegswirren von den französischen Truppen übernommen wurde. 1803/1804 wurde das Schloss umgebaut; verändert wurden die Dachzone und die umgebende Gartenanlage. Nach ihrem Tod hinterliess sie ein grosses Vermögen. Ab 1806 war ihr Sohn, Oberstleutnant Josef Maria Müller, als Besitzer von Meggenhorn. Er erwarb mehrere umliegende Landstücke, womit sich der Besitz auf 37 Jucharten vergrösserte. 1840 brannte die Scheune nieder, die darauf neu erstellt wurde – heute bildet dieses Ökonomiegebäude den Nordteil des grossen Stalles.
Seine Tochter, Sofie Müller (1791–1867, ab 1815 verheiratet mit Josef Xaver Leonz Franz Schumacher), war die nachfolgende Eigentümerin des Gutes. 1857 verkaufte Oberst Josef Xaver Schumacher (1793–1860; Sohn des Franz Josef Alois und der Salesia, geb. Keller) das Landgut an Edouard Hofer.
Das heute vorhandene Schloss wurde in den Jahren 1868/1870 von Edouard Hofer-Grosjean aus Mülhausen gebaut. 1886 wurde das Ensemble von Comtesse Amélie Celeste Marie Heine-Kohn und ihrem Gatten Armand Heine erworben. Die Comtesse war ursprünglich Jüdin, als Erwachsene konvertierte sie zum katholischen Glauben. Nach dem Kauf des Schlosses wollte sie sich nicht mit der bestehenden Hauskapelle begnügen und beauftragte den Luzerner Architekten Heinrich Viktor von Segesser, eine freistehende Schlosskapelle zu bauen. Die Kapelle, die 1888 eingeweiht wurde, liess die Gräfin im neugotischen Stil nach dem Vorbild der Kapelle von Schloss Amboise an der Loire errichten. Am 12. Mai 1915 starb Amélie Heine-Kohn auf Schloss Meggenhorn.
Comtesse Amélie Celeste Marie Heine-Kohn liess 1900 aus Dankbarkeit für die Errettung von einer schweren Krankheit die über fünf Meter hohe Christusstatue auf dem Felssporn über dem Seeufer Meggenhorns durch den Bildhauer Josef Vetter aus Luzern erbauen. Sie wurde vom Bischof von Basel eingeweiht.
1920 verkaufte Madame Paule Marguerite Laure Juliette Adélaïde Furtado-Heine das Schloss Meggenhorn an den Zürcher Industriellen Jakob-Heinrich Frey-Baumann. 1926 liess dieser eine Welte-Philharmonie-Orgel einbauen, die heute noch spielbar ist. Seine Töchter erbten das Schloss 1960. Seit 1974 gehört die ganze Anlage der Gemeinde Meggen.

## Orgel
1926 wurde in der Kapelle des Schlosses eine Orgel installiert. Es handelt sich dabei um eine Welte-Philharmonie-Orgel, deren Besonderheit es ist, dass sie zum einen vom Spieltisch aus gespielt werden kann, und zusätzlich mit einer Spielapparatur versehen ist, welche das Abspielen von Stücken mittels Lochpapier-Rollen ermöglicht.

Insgesamt sind 104 Papierrollen für die Spielmechanik erhalten, die u. a. von Organisten wie Max Reger, Karl Matthaei, Eugène Gigout und Marcel Dupré eingespielt wurden. Das Instrument wurde 1987 und 2020 umfassend durch Orgelbau Kuhn renoviert.
| I Manualwerk C–c4 |                  |     |
| 1.                | Principal        | 08′ |
| 2.                | Traversflöte     | 08′ |
| 3.                | Gamba            | 08′ |
| 4.                | Viol d’orchestre | 08′ |
| 5.                | Vox coelestis    | 08′ |
| 6.                | Flöte            | 04′ |
| 7.                | Fagott           | 08′ |
|                   | Harfe            |     |

| II Manualwerk C–c4 |                               |     |
| 08.                | Viol d’orchestre (Ext. Nr. 1) | 16′ |
| 09.                | Principal (= Nr. 1)           | 08′ |
| 10.                | Traversflöte (= Nr. 2)        | 08′ |
| 11.                | Bourdon                       | 08′ |
| 12.                | Clarinette                    | 16′ |
| 13.                | Horn                          | 08′ |
| 14.                | Oboe                          | 08′ |
| 15.                | Vox humana                    | 08′ |
|                    | Echo für Vox humana           |     |
|                    | Tremulant                     |     |

| Pedal C–f1 |              |     |
| 16.        | Stillgedackt | 16′ |
| 17.        | Subbass      | 16′ |
| 18.        | Flötenbass   | 08′ |

- Koppeln: I/I (Superoktavkoppel), II/I (auch als Sub- und Superoktavkoppeln), II/II (Superoktavkoppel), I/P, II/P.
- Spielhilfen: Feste Kombinationen (pp, p, mf, f, tutti), freie Kombination, Registerschweller, Auslöser, Registercrescendo
- Anmerkungen:

1. ↑  C-h0 durchschlagend, ab c1 Labialpfeifen.
2. ↑  Glockenspiel: Metallklangstäbe mit gestimmten Resonanzkörpern aus Holz und Karton.
3. ↑  durchschlagendes Zungenregister, Becher aus Kartonrohr.
4. ↑  Es handelt sich dabei nicht um ein eigenständiges Register, sondern um einen Schalter, mit dem sich der Echokasten, in dem sich die Vox Humana befindet, öffnen und schließen lässt.
5. ↑  Windabschwächung zu Nr. 17.